# 마리야 블라디미로브나 여대공
마리아 블라디미로브나 로마노바(러시아어: Мари́я Влади́мировна Рома́нова, 1953년 12월 23일 ~ )는 군주제가 폐지된 러시아의 왕가인 로마노프 왕가의 수장이며 알렉산드르 2세의 증손녀이다. 그러나 정통성에 이의가 제기되고 있다.